# Сподње Грушовје
Сподње Грушовје (словен. Spodnje Grušovje) је насељено место у општини Словенске Коњице, Савињска регија, Словенија.

## Историја
До територијалне реорганизације у Словенији било је у саставу старе општине Словенске Коњице.

## Становништво
У попису становништва из 2011. године, Сподње Грушовје је имало 197 становника.
| Број становника према пописима | Број становника према пописима | Број становника према пописима |
| ------------------------------ | ------------------------------ | ------------------------------ |
| 1991                           | 2002                           | 2011                           |
| 212                            | 192                            | 197                            |

Напомена: Године 2016. извршена је мала размена територија између насеља Прелоге (Словенска Бистрица), Препуж (Словенска Бистрица) и Сподње Грушовје.